# Red Lorry Yellow Lorry

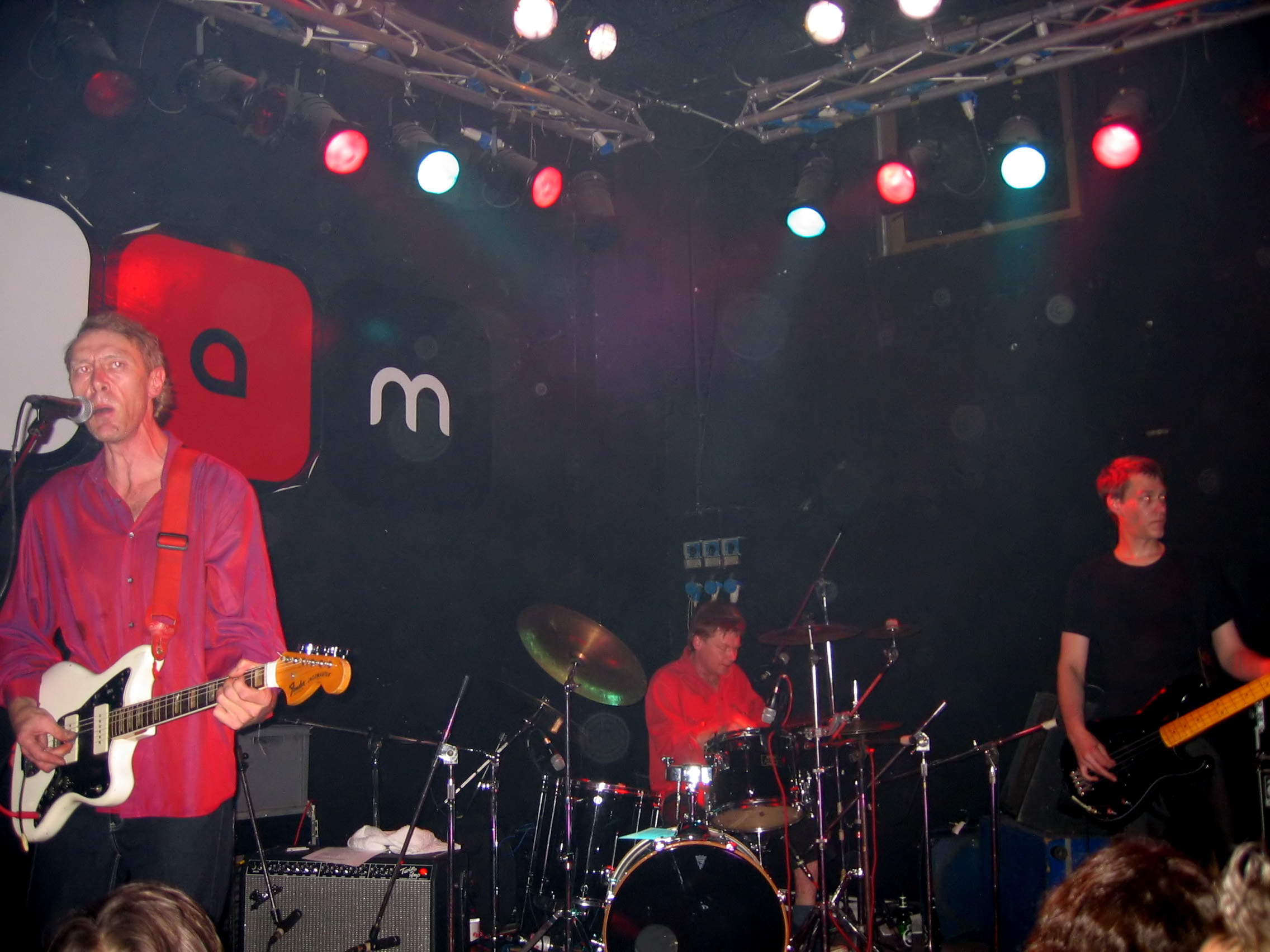
Red Lorry Yellow Lorry

Red Lorry Yellow Lorry is een Britse rockgroep die haar hoogtepunt in de jaren 80 beleefde.
De band werd in het voorjaar van 1981 in Leeds opgericht door Chris Reed, Mark Sweeney, Steve Smith en Mick Brown. Sweeney, aanvankelijk de zanger, verliet de groep nog datzelfde jaar, waarop Reed, die de nummers schreef, de vaste frontman werd. Hij speelde ook gitaar en kreeg hierin gezelschap van Martin Fagan. Smith speelde basgitaar en Brown drumde, vooraleer bij The Mission (band) te gaan spelen. De band werd naar eigen zeggen vooral door Killing Joke en Wire beïnvloed, maar gold al snel als vertegenwoordiger van de gothic rock.
De stijl wordt door een dreunend gitaarspel gekenmerkt, met een galmende, lage zangstijl en krachtige percussie. De omslachtige naam van de groep („rode vrachtwagen, gele vrachtwagen“) werd in de omgang vaak tot The Lorries („de vrachtwagens“) omgevormd. Vanaf 1982 brachten ze singles uit, nadat ze een contract bij Red Rhino hadden getekend, een onafhankelijk label dat onder de indruk van hun demo's was. 'Beating My Head', hun eerste single, deed het onmiddellijk opvallend goed in de alternatieve hitlijst van New Musical Express. Fagan en Smith verlieten de groep alras; zij werden respectievelijk door Dave Wolfenden en Paul Southern vervangen. Later hebben er nog verschillende personeelswissels plaatsgegrepen, maar Wolfenden is een constante gebleven, en heeft ook zelf een aantal nummers geschreven. Vanaf 1984 ging Red Lorry Yellow Lorry door een bijzonder productieve fase; de groep bracht in 1984 en 1985 haar grootste klassiekers uit, zoals 'He's Read' en 'Monkey's on Juice'. Het eerste album, Talk about the Weather, verscheen in 1985 en steeg naar de nummer 1-positie op de indierock-hitlijst van New Musical Express. Dit album wordt als hun beste werkstuk beschouwd: het verkocht, voor een product van een klein label, uitzonderlijk goed en bevatte de song 'Hollow Eyes', die het ook als single uitstekend deed. Verdere singles uit die periode, waaronder 'Chance' en 'Spinning Round', worden door de fans als hun allerbeste nummers beschouwd.
Paint Your Wagon uit 1986, een volgend album op Red Rhino, werd gevolgd door de single 'Cut Down' en de ep Crawling Mantra, die uitgebracht werd onder de naam The Lorries. Vervolgens vertrok Red Lorry Yellow Lorry naar het label Situation Two — een onderdeel van Beggars Banquet —, waarop het in 1988 en 1989 de albums Nothing Wrong en Blow uitbracht. Noch deze albums, noch de daaropvolgende singles 'Only Dreaming (Wide Awake)' en 'Open Up' bereikten evenwel de charts, en Situation Two verbrak het contract. In 1991 bracht de groep een laatste album uit, Blasting Off, op het kleine labeltje Sparkhead. Ofschoon hieruit het nummer 'Talking Back' veelbelovend was, flopte het album; de liefhebbers waren teleurgesteld, en Chris Reed ontbond de band.
Een epiloog kwam er in 2003, toen Red Lorry Yellow Lorry door Reed terug werd opgericht. In 2004 bracht hij vier nieuwe songs uit, die uitsluitend via de website van de groep te downloaden waren. Voorts is geen nieuw materiaal meer verschenen, maar de band heeft, vooral in 2004 en 2005, meerdere tournees ondernomen. Onder de naam Chris Reed Unit heeft Reed daarnaast het akoestische album Minimal Animal gemaakt, uit 2006.

## Discografie

### Albums
- 1985 Talk about the Weather
- 1986 Paint Your Wagon
- 1987 Smashed Hits (compilatie)
- 1988 Nothing Wrong
- 1989 Blow
- 1991 Blasting Off
- 1994 The Singles 1982-1987 (verzameling)
- 1994 Generation (verzameling)
- 2000 The Very Best Of (verzameling)
- 2001 Nothing Wrong/Blow

### Singles
- 1982 Beating My Head
- 1983 Take It All
- 1983 He’s Read
- 1983 This Today (ep)
- 1983 Monkey’s On Juice
- 1984 Hollow Eyes
- 1985 Chance
- 1985 Spinning Round
- 1986 Walking On Your Hands
- 1986 Cut Down
- 1986 Paint Your Wagon
- 1987 Crawling Mantra (ep, onder de naam The Lorries)
- 1988 Nothing Wrong
- 1988 Open Up
- 1988 Only Dreaming (Wide Awake)
- 1989 Temptation
- 1991 Talking Back